# Antígona (mãe de Berenice I)
Antígona foi a mãe de Berenice, concubina e depois esposa de Ptolemeu I Sóter; Antígona foi avó de Ptolemeu II Filadelfo e ancestral de todos os outros faraós de nome Ptolemeu.
Berenice era filha de Magas e Antígona. Segundo alguns autores modernos, Antígona era sobrinha de Antípatro.